# Деево (Владимирская область)
Деево — деревня в Кольчугинском районе Владимирской области России, входит в состав Флорищинского сельского поселения.

## География
Деревня расположена в 9 км на юг от центра поселения посёлка Металлист и в 16 км на запад от райцентра города Кольчугино.

## История
В конце XIX — начале XX века деревня входила в состав Коробовщинской волости Покровского уезда, с 1925 года — в составе Киржачской волости Александровского уезда. В 1859 году в деревне числилось 16 дворов, в 1905 году — 38 дворов, в 1926 году — 52 двора.
С 1929 года деревня входила в состав Флорищинского сельсовета Кольчугинского района, с 2005 года — в составе Флорищинского сельского поселения.

## Население
| 1859 | 1905 | 1926 | 2002 | 2010 | 2021 |
| ---- | ---- | ---- | ---- | ---- | ---- |
| 126  | ↗215 | ↘209 | ↘2   | ↘0   | →0   |